# Anton Marussig

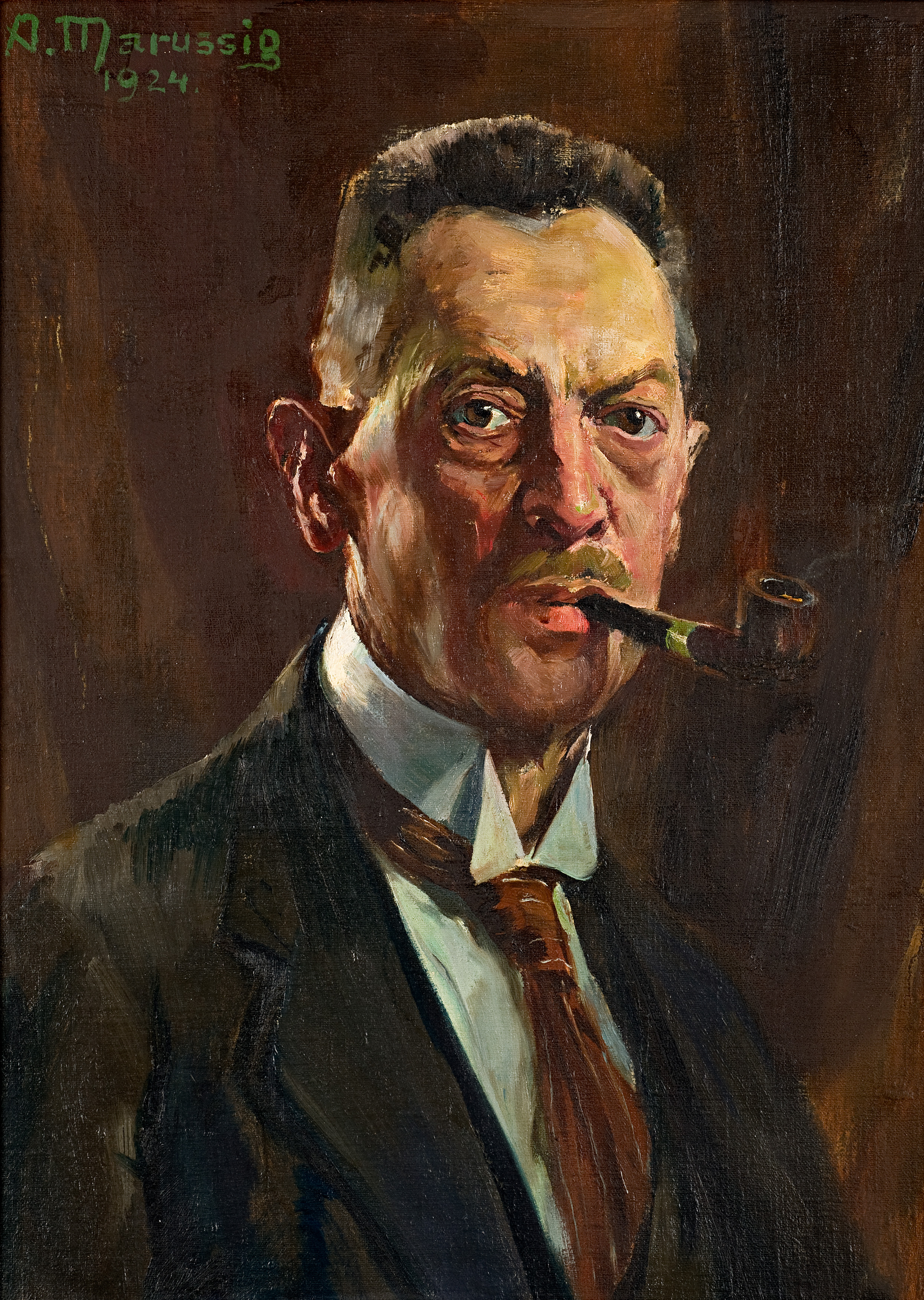
Selbstbildnis (1924)

Anton Marussig (* 20. November 1868 in Graz, Österreich-Ungarn; † 2. November 1925 ebenda) war ein österreichischer Landschafts-, Porträt-, Figuren- und Genremaler sowie Illustrator.

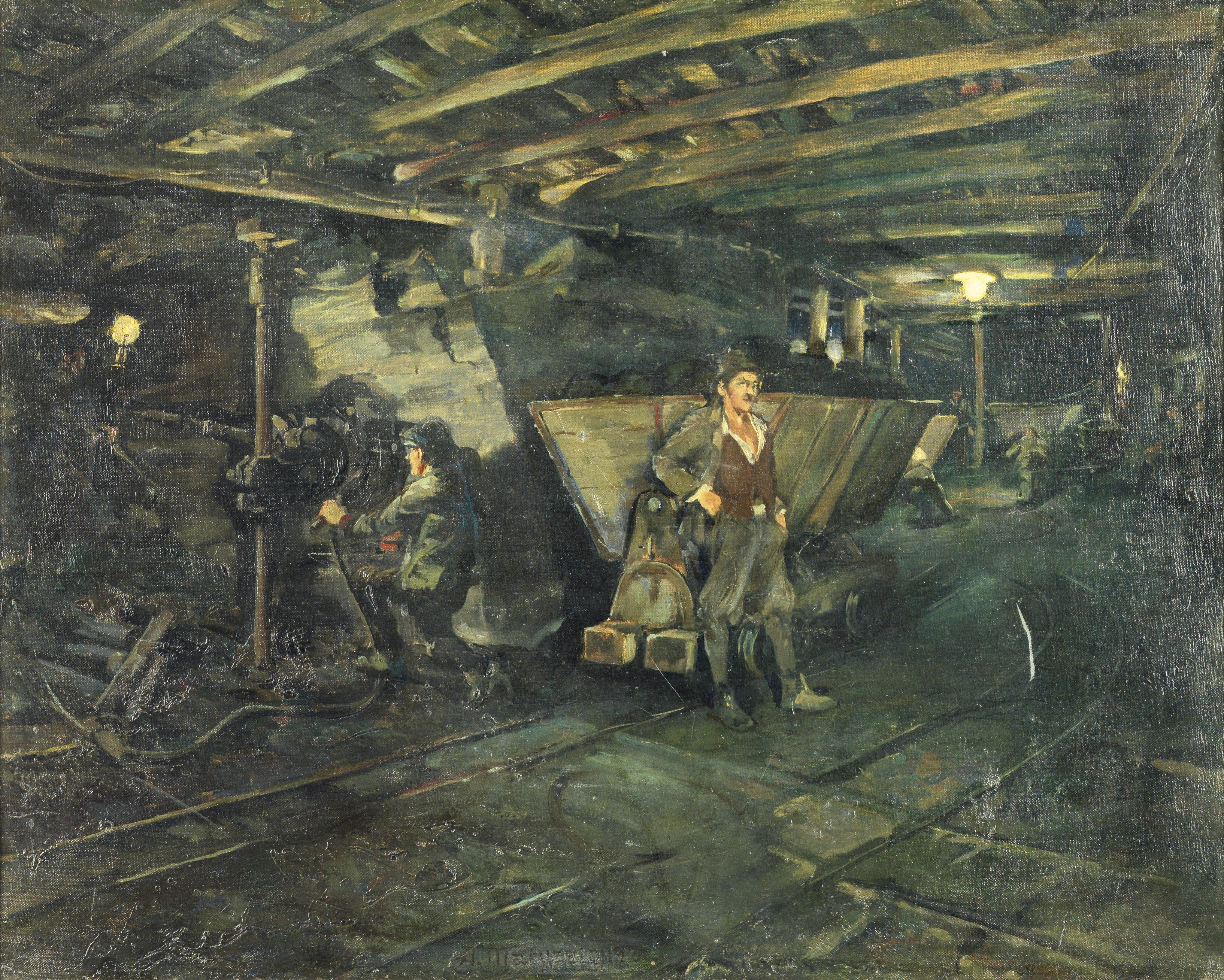
Anton Marussig: Bergbauszene 1920

## Leben
Anton Marussig, Sohn eines Magistratsbeamten, war Schüler an der Landschaftlichen Zeichenakademie in Graz unter Hermann von Königsbrunn. In München an der Akademie der bildenden Künste bei Gabriel von Hackl, Wilhelm von Lindenschmit und Alexander von Liezen-Mayer. Auf der Jahresausstellung 1904 des Vereins bildender Künstler Steiermarks in Graz wurde ihm der Staatspreis für steirische Künstler verliehen. 1906 erhielt er die Silberne Medaille der Stadt Graz. Ab dem Jahre 1907 war er Lehrer an der Technischen Hochschule und an der Landeskunstschule Graz. Marussig war auch als Industriemaler tätig. 1912 wurde ihm die Goldene Staatsmedaille verliehen. 1913 wurde er Mitglied des Österreichischen Künstlerbundes. Anton Marussig stellte außer in Graz, im Wiener Künstlerhaus, im Österreichischen Künstlerbund, im Münchner Kunstverein, im Rudolfinum Prag und in London aus. Im Ersten Weltkrieg war er als Kriegsmaler tätig.